# Liste der Biografien/Stou
Liste der Biografien |
Portal Biografien |
Personensuche
# |
A |
B |
C |
D |
E |
F |
G |
H |
I |
J |
K |
L |
M |
N |
O |
P |
Q |
R |
S |
T |
U |
V |
W |
X |
Y |
Z |
?
 
Sa |
Sb |
Sc |
Sd |
Se |
Sf |
Sg |
Sh |
Si |
Sj |
Sk |
Sl |
Sm |
Sn |
So |
Sp |
Sq |
Sr |
Ss |
St |
Su |
Sv |
Sw |
Sy |
Sz
 
Sta |
Ste |
Sth |
Sti |
Stj |
Stl |
Sto |
Str |
Sts |
Stt |
Stu |
Stv |
Stw |
Sty
 
Stoa |
Stob |
Stoc |
Stod |
Stoe |
Stof |
Stog |
Stoh |
Stoi |
Stoj |
Stok |
Stol |
Stom |
Ston |
Stoo |
Stop |
Stoq |
Stor |
Stos |
Stot |
Stou |
Stov |
Stow |
Stox |
Stoy |
Stoz
Die Liste der Biografien führt alle Personen auf, die in der deutschsprachigen Wikipedia einen Artikel haben. Dieses ist eine Teilliste mit 49 Einträgen von Personen, deren Namen mit den Buchstaben „Stou“ beginnt.

## Stou

### Stoud
- Stoudamire, Damon (* 1973), US-amerikanischer Basketballspieler
- Stoudemire, Amar'e (* 1982), israelisch-US-amerikanischer BasketballspielerAmar'e Stoudemire (* 1982)

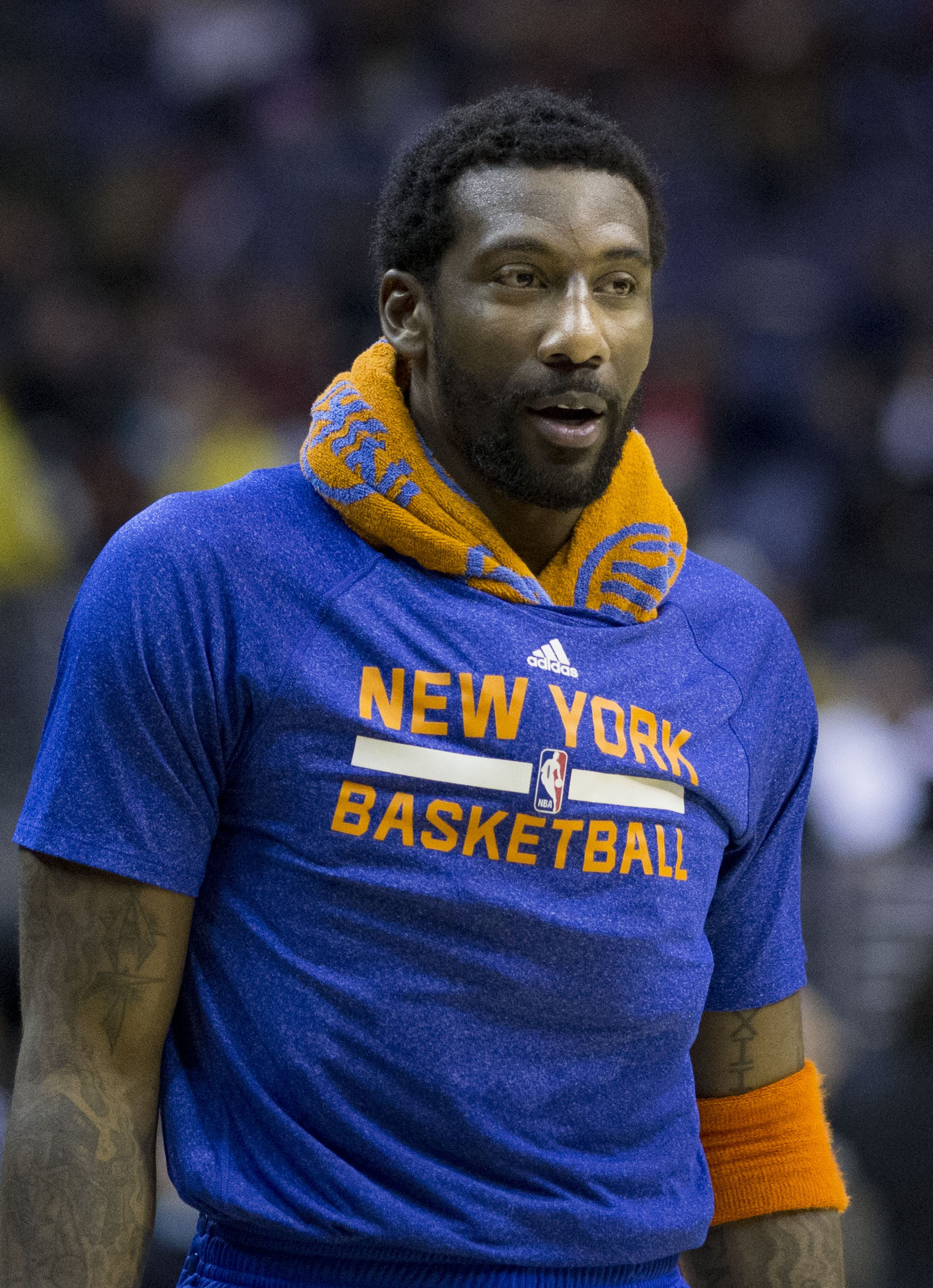
Amar'e Stoudemire (* 1982)

- Stoudenmire, Dallas (1845–1882), US-amerikanischer Revolverheld, Texas Ranger und U.S. Marshal
- Stouder, Sharon (1948–2013), US-amerikanische Schwimmerin
- Štoudková, Pavla (* 2003), tschechische Mittelstreckenläuferin
- Stoudmann, Quentin (* 1992), Schweizer Wasserspringer

### Stouf
- Stouffer, Samuel Andrew (1900–1960), US-amerikanischer Soziologe

### Stoug
- Stougaard, Sofie (* 1966), dänische Schauspielerin
- Stouge, Svend (* 1942), dänischer Geologe
- Stough, Eric (* 1972), US-amerikanischer Animations-Regisseur
- Stoughton, Blaine (* 1953), kanadischer Eishockeyspieler, -trainer und -funktionär
- Stoughton, Cecil W. (1920–2008), US-amerikanischer Fotograf
- Stoughton, William (1631–1701), englischer Puritaner, Gouverneur der Massachusetts Bay Colony
- Stoughton, William L. (1827–1888), US-amerikanischer Politiker

### Stoum
- Stoumen, Louis Clyde (1917–1991), US-amerikanischer Filmproduzent, Regisseur, Drehbuchautor und Dokumentarfilmer

### Stoup
- Stoupe, George (* 2001), neuseeländischer Tennisspieler

### Stour
- Stourdza, Michael (1794–1884), Fürst von Moldau, Emigrant
- Stourm, Auguste (1797–1865), französischer Politiker
- Stourm, René (1904–1990), französischer Geistlicher, Erzbischof von Sens
- Stournaras, Giannis (* 1956), griechischer Ökonom und Finanzminister
- Stournaras, Vasilios, griechischer Sprinter, Weit- und Dreispringer
- Stournaris, Nikolaos (1775–1826), griechischer Armatole, Freiheitskämpfer
- Stourton, Charles, 26. Baron Mowbray (1923–2006), britischer Adliger und Politiker (Conservative Party)
- Stourzh, Gerald (* 1929), österreichischer Historiker und Politikwissenschaftler
- Stourzh-Anderle, Helene (1890–1966), österreichische Gynäkologin, Sexualwissenschaftlerin und Schriftstellerin

### Stout
- Stout, Anna (1858–1931), neuseeländische Suffragette und Frauenrechtlerin
- Stout, Archie (1886–1973), US-amerikanischer Kameramann
- Stout, Arthur Purdy (1885–1967), US-amerikanischer Chirurg und Pathologe
- Stout, Byron G. (1829–1896), US-amerikanischer Politiker
- Stout, George (1897–1978), amerikanischer Kunstschutz-Spezialist und Museumsdirektor
- Stout, George Frederick (1860–1944), britischer Philosoph
- Stout, Gordon (* 1952), amerikanischer Schlagwerker und Komponist
- Stout, Jacob (1764–1857), US-amerikanischer Politiker
- Stout, James (* 1984), bermudischer Squashspieler
- Stout, Juanita Kidd (1919–1998), US-amerikanische Richterin
- Stout, Lansing (1828–1871), US-amerikanischer Politiker
- Stout, Libby (* 1990), US-amerikanische Fußballtorhüterin
- Stout, Paul (* 1972), US-amerikanischer Schauspieler
- Stout, Randall (1958–2014), US-amerikanischer Architekt und Hochschullehrer
- Stout, Rex (1886–1975), US-amerikanischer SchriftstellerRex Stout (1886–1975)

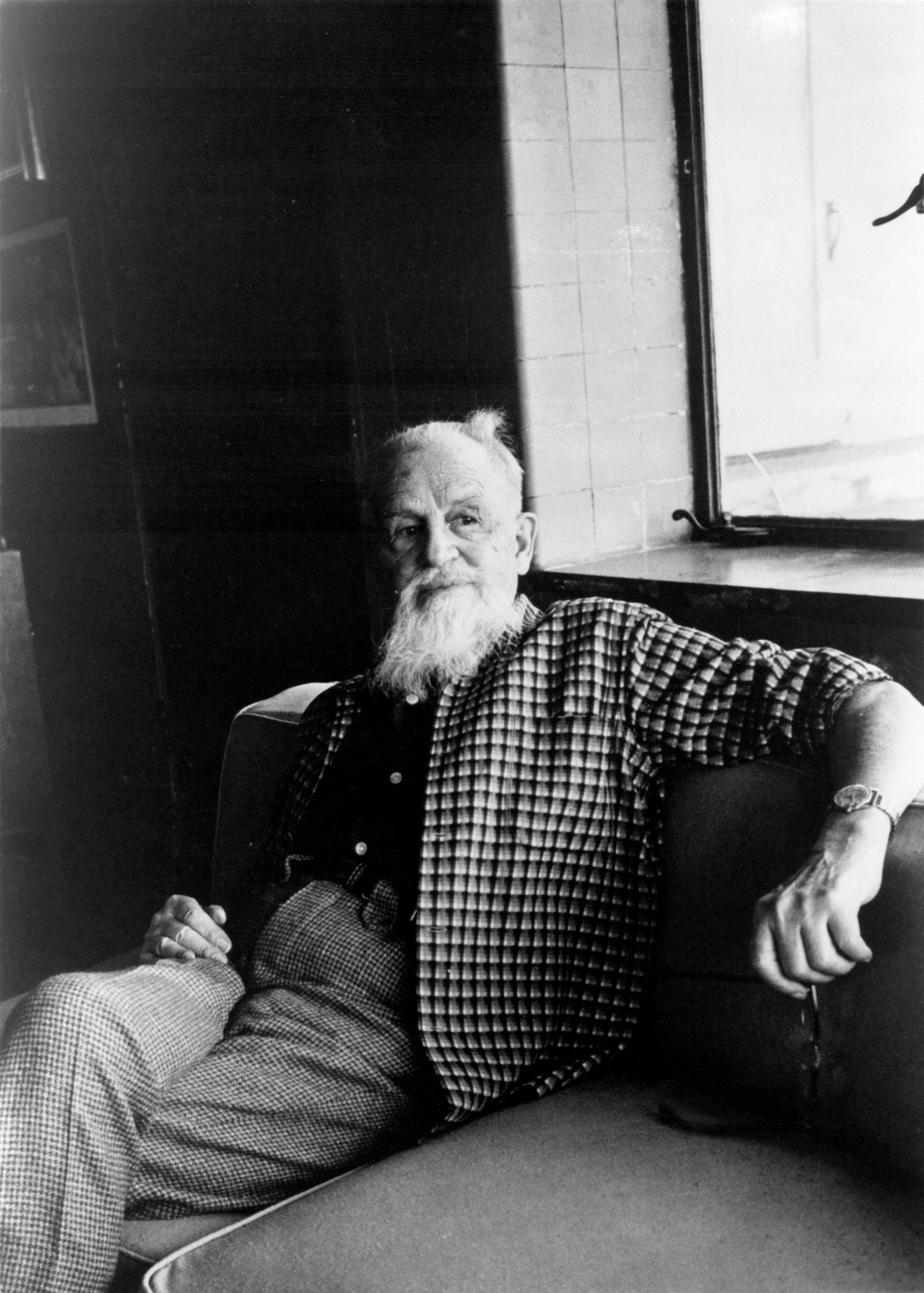
Rex Stout (1886–1975)

- Stout, Robert (1844–1930), schottisch-neuseeländischer Politiker, Premierminister von Neuseeland
- Stout, Selatie Edgar (1871–1969), US-amerikanischer Altphilologe
- Stout, Tom (1879–1965), US-amerikanischer Politiker
- Stout, William (* 1949), US-amerikanischer Illustrator
- Stoute, Jennifer (* 1965), britische Sprinterin
- Stoute, Michael (* 1948), barbadischer Radsportler
- Stoute, Steve (* 1971), US-amerikanischer Autor, Journalist und Werbeunternehmer
- Stoutt, Lavity (1929–1995), britischer Politiker, Chief Minister der Britischen Jungferninseln
- Stoutz, Edmond de (1920–1997), Schweizer Dirigent